# 桂玲子
桂 玲子（かつら れいこ、1940年2月8日 - ）は、日本の女性声優。福岡県福岡市出身。東京俳優生活協同組合所属。夫は俳優の金内喜久夫。

## 略歴
幼少期から人前で何かを披露することが好きで、中学生時代は新舞踊に夢中で、博多どんたくでは自前で道具や衣装を用意して父と辻々で踊ったという。
九州女子高等学校（現・福岡大学附属若葉高等学校）時代は演劇部に所属。そこで『長靴をはいた猫』から『勧進帳』まで様々な舞台を経験。
高校卒業後の1958年、地元の九州朝日放送放送劇団に入団。ラジオドラマなどに出演したほか、一時期は「白鳥麗子（しらとりれいこ）」という芸名で夫の金内喜久夫とラジオ番組を持ったこともあった。
1963年、金内が交友のあった芥川比呂志による誘いから文学座に入るために上京したことで自身も上京。入団試験時に金内から「ついでに君も受けてみる?」と誘われ、一緒に試験を受けたところ合格したため、研究所へ三期生として入団。約1年間所属する。
入団後、アテレコの仕事が来るようになったことで声の仕事を開始。実写作品のロケなど、遠出が必要な仕事を断っていたことで自然と声優業が主体となった。
1964年より東京俳優生活協同組合に所属。

## 人物
声種はメゾソプラノ。
声優としては小さな子どもや赤ちゃんの役が多い一方で、舞台では老け役が多く、幅広い役柄をこなす。
特技は日舞。藤間流の名取である。

### エピソード
『サザエさん』では、放送初期の1970年代から2025年5月まで長年にわたりイクラちゃん役、リカちゃん役、かおりちゃん役を担当した。本人によると、最初はセミレギュラーとして参加し様々な役を担当していたが、その中から自然と持ち役が決まったという。また、演技に苦労することはあまり無いといい「怖いもの知らずだった若いころからやっているし、楽しく演じている」と語っている。
『サザエさん』のイクラちゃんの声は当初SE（効果音）だったが、「ハーイ」と言うようになってから桂が起用されたといい、その後は話すことも検討されたが、最終的に「ハーイ」「チャーン」「バブーン」を使い分ける形に落ち着いたという。また、台詞がその3つのため一時期はすべて同じパターンで話そうと考えたこともあったが、実際に試したところ周囲の反応が悪いと感じたため、その後は状況や前後の台詞に応じて喋ることを意識していた。
1997年の秋に休業した時期があり、その期間中『サザエさん』での持ち役は川田妙子が代役を務めた。
役作りは深く考えすぎると上手くいかないといい、無心でそのキャラクターが持つ「世界」へ飛びこむと伸び伸びと演じれるという。2022年頃、『サザエさん』で一年ほど未登場だったリカちゃんを久々に演じることになった際に、どういう風に演じたかを思い出そうとすればするほど出来ず、技術的な部分で補おうとするあまり役が生き生きとしないなど、しばらくの間は滅多にないスランプに陥ってしまったことを明かしている。
演じた中で思い出深いキャラクターには『フランダースの犬』のアロアと『一休さん』のさよちゃんを挙げており「女の子だということ強く意識しながら演じ、自分の想いみたいなものも相当にこもっていると思う」と話している。

## 後任
桂の高齢に伴う降板後、持ち役を引き継いだ人物は以下の通り。
| 後任       | 役名             | 概要作品               | 後任の初担当作品    |
| ---------- | ---------------- | ---------------------- | ------------------- |
| 斉藤梨絵   | 『奥さまは魔女』 | タバサ・スティーブンス | DVD追加収録部分     |
| 北原沙弥香 | 『サザエさん』   | スズコちゃん           | 2022年6月19日放送回 |
| 北原沙弥香 | 『サザエさん』   | リカちゃん             | 2025年6月22日放送回 |
| 平井祥恵   | 『サザエさん』   | 波野イクラ             | 2025年6月8日放送回  |
| 小白川愛菜 | 『サザエさん』   | かおりちゃん           | 2025年6月1日放送回  |

## 出演
太字はメインキャラクター。

### テレビアニメ
1964年
- 狼少年ケン（1964年 - 1965年、ドロシー、ママ）

1968年
- サイボーグ009（1968年版）
- 魔法使いサリー（カンナ）

1969年
- アタックNo.1（デコ）
- ゲゲゲの鬼太郎（第1作）
- 佐武と市捕物控（お妙）
- 忍風カムイ外伝（ゴマメ）
- ハクション大魔王
- もーれつア太郎（1969年版）（1969年 - 1970年）

1970年
- 赤き血のイレブン（洋子）
- 巨人の星（1970年 - 1971年、ミチ）

1971年
- サザエさん（1971年 - 2025年、イクラ〈初代〉、かおりちゃん〈初代〉、リカ〈初代〉、塩田スズコ〈初代〉 他）
- 新オバケのQ太郎（O次郎〈2代目〉）
- ゲゲゲの鬼太郎（第2作）
- タイガーマスク（高岡洋子）
- 天才バカボン

1972年
- アストロガンガー
- 赤胴鈴之助（大助）
- 樫の木モック（その孫娘、ニーナ）
- さるとびエッちゃん
- ど根性ガエル（1972年 - 1974年、周作 他）
- ハゼドン（タミィ）

1973年
- ジャングル黒べえ（赤べえ）
- ドロロンえん魔くん（1973年 - 1974年、ハルミ）
- マジンガーZ（鮎子）
- エースをねらえ!（1973年 - 1974年）

1974年
- カリメロ（1974年版）（プリシラ〈2代目〉）
- 昆虫物語 新みなしごハッチ
- 侍ジャイアンツ
- 柔道讃歌（帯刀エリカ）
- 荒野の少年イサム

1975年
- 一休さん（さよちゃん）
- ゲッターロボG（マリア）
- タイムボカン（チョロ坊、ミミ）
- フランダースの犬（アロア〈2代目〉）
- 勇者ライディーン（ミホ）

1976年
- ゴワッパー5 ゴーダム（マコ、よし子）
- 超電磁ロボ コン・バトラーV（ロボ子）
- 母をたずねて三千里（ペドロ）
- ポールのミラクル大作戦（姫、アリア）
- ろぼっ子ビートン（ビートン〈初代〉）

1977年
- ヤッターマン（1977年 - 1979年、オモッチャマ）

1978年
- 女王陛下のプティアンジェ（ハリソン）
- 魔女っ子チックル（マコ）

1979年
- サイボーグ009（1979年版）（フローラ）
- ゼンダマン（ケペペ、アンネ、桃太郎）

1980年
- 闇の帝王 吸血鬼ドラキュラ(ライラス)
- 宇宙戦士バルディオス（少女）
- ムーの白鯨（ミュー）

1981年
- Dr.スランプ アラレちゃん（1981年 - 1985年、チビルくん）

1982年
- おはよう!スパンク
- パタリロ!（マデリーン）
- フクちゃん（キヨ）

1984年
- オヨネコぶーにゃん（おばさん）
- とんがり帽子のメモル（バーバラ）

1994年
- ツヨシしっかりしなさい（鷲野の母）

2011年
- 日常（ナレーション）

2018年
- レイトン ミステリー探偵社 〜カトリーのナゾトキファイル〜（ミタリー・ミターラ）

2019年
- 世話やきキツネの仙狐さん（中野の祖母）

### 劇場アニメ
- ちびっ子レミと名犬カピ（1970年、リーザ）
- 一休さん（1976年、さよちゃん）
- 一休さん 虎たいじ（1976年、さよちゃん）
- 一休さん おねしょお姫さま（1976年、さよちゃん）
- 一休さん ちえくらべ（1977年、さよちゃん）
- 一休さんとやんちゃ姫（1978年、さよちゃん）
- 一休さん 春だ!やんちゃ姫（1981年、さよちゃん）

### OVA
- タイムボカン王道復古（1994年、オモッチャマ[13]）

### ゲーム
- ボカンと一発!ドロンボー 完璧版（1997年、オモッチャマ）
- ボカンですよ（1998年、オモッチャマ）
- ボカンGoGoGo（2001年、オモッチャマ）
- スロッターUPコア3 愉打!ドロンジョにおまかせ（2002年、オモッチャマ）

### 吹き替え

#### 映画
- 王様と私 ※東京12チャンネル版
- 渇いた太陽（ルーシー〈マデリーン・シャーウッド〉）
- 猿の惑星（子猿(1)、子猿(2)、メス猿(1)）※TBS版
- 幸福（ジズー）
- ヘッドライト（ジャクリーン・ビヤール〈ダニー・カレル〉）※NETテレビ版

#### ドラマ
- 奥さまは魔女（タバサ・スティーブンス〈シンシア・ブラック、ハイディ・ジェントリー〉他）

#### 人形劇
- スーパーカー お姫さま救出（キャロライン姫）※フジテレビ版

### 特撮
- 光速エスパー（1967年、チカの声〈初代〉）
- チビラくん（1970年、ユミちゃんの声〈第1 - 5話〉、ルナ姫の声、体操の先生の声、天使パコの声、レインボーの声）
- 快傑ライオン丸（1972年、少年の声〈第17話〉）
- 透明ドリちゃん（1978年、ナレーション、水の精オンディーヌの声）
- ロボット8ちゃん（1981年、赤ちゃんの声〈第8話〉）
- 宇宙刑事シャイダー（1984年、不思議獣ボケボケ〈幼体〉の声）

### CM
- 日産・のってカンガルー（ベビーカンガルー）

### テレビドラマ
- 観月ありさ版サザエさんシリーズ（イクラの声）
- 連環（方言指導）